# Vitön

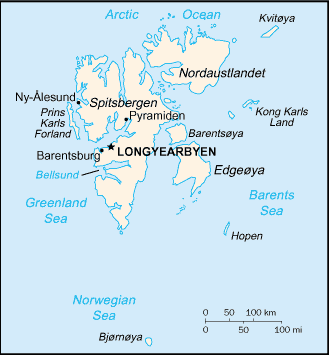
Karta över Svalbard, Vitön högst upp till höger.

Vitön (norska: Kvitøya) är en ö i Svalbard. Den ligger i Barents hav öster om Nordaustlandet och är nästan helt täckt av is och isfri endast på sydväst- och nordostspetsen. Ön har en area på 682 km².
Vitön är en del av Nordaust-Svalbard naturreservat.
Ön siktades av holländaren Cornelis Giles år 1707, men den första bekräftade iakttagelsen av ön skedde 1876 av norrmannen Johan Kjeldsen.
Udden Kræmerpynten på öns östra del är den östligaste platsen i Svalbard och en av Svalbards ytterpunkter.
Vitön var den plats där Andrée-expeditionen fick sitt tragiska slut 1897 och de hittades inte förrän 1930 på grund av öns isolerade läge. Expeditionens sista lägerplats är ett kulturminnesmärke.

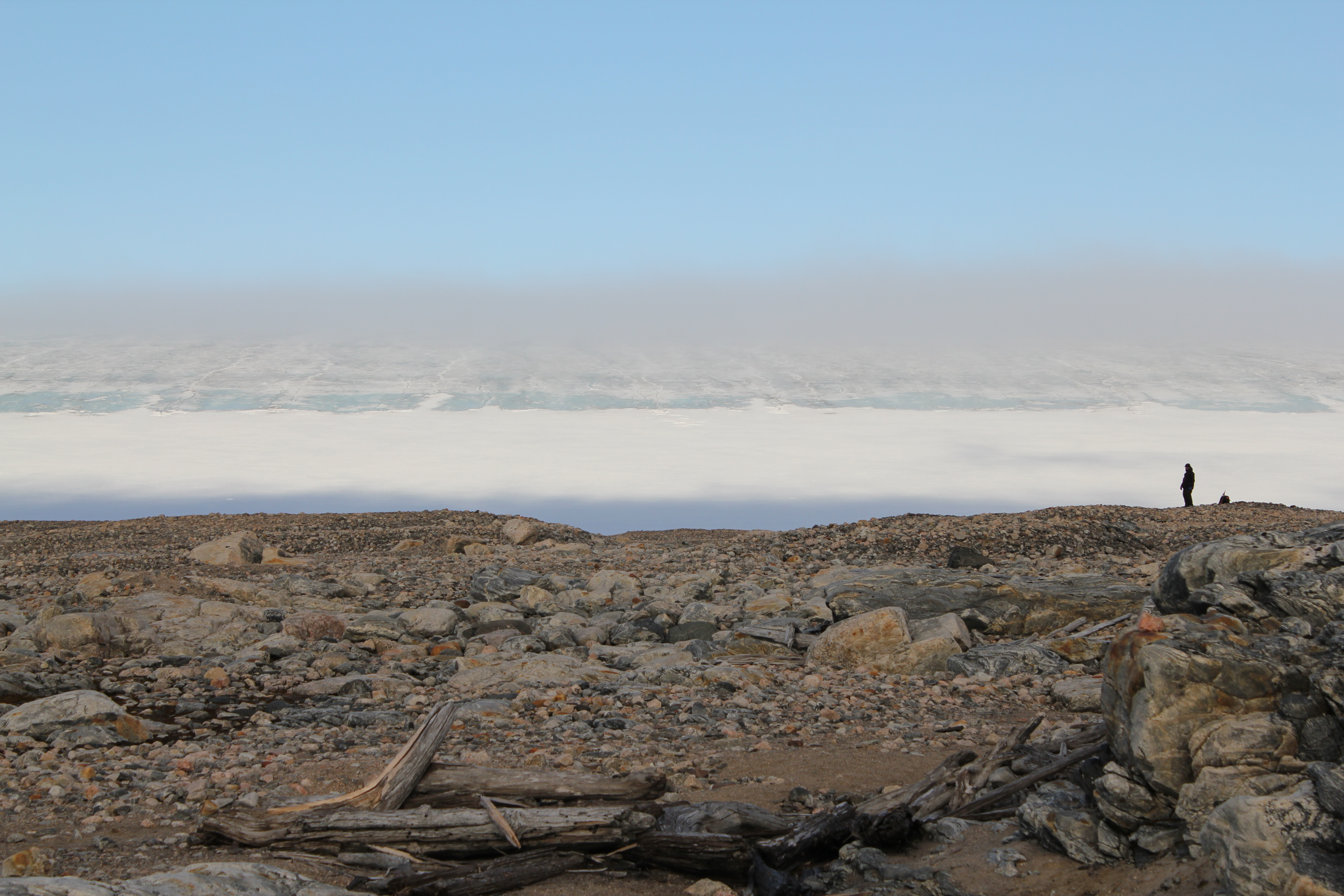
Vitön, 2011.
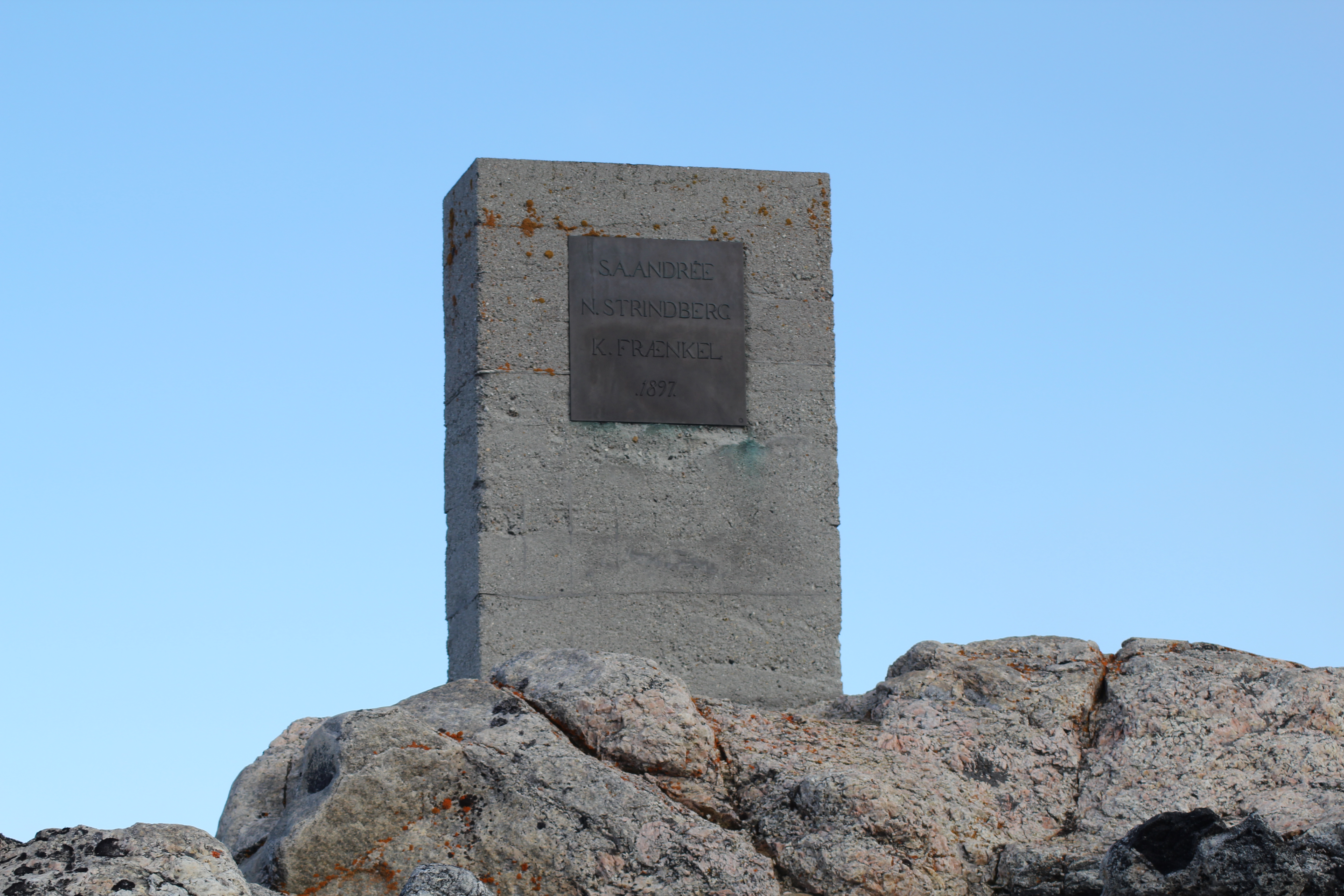
Monumentet på Vitön över Andrée, Strindberg och Frænkel, 2011.